# الحدود بين إثيوبيا وأرض الصومال
الحدود بين إثيوبيا وأرض الصومال (صوماليلاند) تعتبر تقريبًا بنفس طول تلك التي تشترك فيها إثيوبيا مع الصومال، وتوفر أرض الصومال منطقة عازلة لإثيوبيا ضد هجوم حركة الشباب. وتقع على الحدود قرى نائية مثل قرية ألايبيداي (Aleybedey)، وهي أرض شبه قاحلة مع موسم ممطر قصير، وتتلقى حوالي 650 ملم من الأمطار سنويًا. مثل الصومال، تمتعت هذه الحدود بتفاعلات اقتصادية نابضة بالحياة قام بها صوماليون متجانسون عرقياً.

خريطة إثيوبيا وأرض الصومال

شهدت اشتباكات كاين عام 2010 هجومًا شرسًا لقوات أرض الصومال على ميليشيا عشيرة البهانتة في منطقة بوهودلي. كانت المعركة مدفوعة من قبل القوات الإثيوبية التي استولت على شاحنة تابعة لسكان محليين في بوهودلي، مما أثار رد فعل من السكان وهجوم إثيوبي انتقامي على بوهودلي وهجوم على أرض الصومال على ويدويد. ووردت أنباء عن وقوع مزيد من الاشتباكات بالقرب من ويدويد في 19 يوليو 2010.